# Música de Montenegro
La música de Montenegro representa una mezcla de la tradición musical del país e influencias musicales extranjeras. Influida por la música otomana, eslava, gitana, albanesa, austrohúngara y, más recientemente, por la occidental, muy próxima a la música de Serbia.

## Historia
La presencia de la música montenegrina se ha atestado a partir de la Edad Media. A finales del siglo XII se escribió la Crónica del Sacerdote de Duklja (Ljetopis Popa Dukljanina), donde se describía el uso secular de instrumentos musicales. Durante el siglo XV a la costa de Montenegro (entonces conocida como Albania veneciana se introdujo el "estilo veneciano"; de aquel siglo  han sobrevivido siete liturgias de un autor veneciano al monasterio de Santa Clara de Kotor. La música de Montenegro perdió fuerza bajo el dominio otomano.

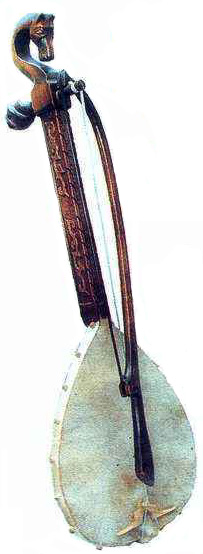
Una guzla.

En el siglo XIX se impulsó el desarrollo de la música religiosa con la fundación de una académica de canto católica a Kotor. Hasta el renacimiento musical del siglo XX, la música de Montenegro se basaba principalmente en un instrumento tradicional simple, la guzla. También el siglo XIX se compusieron óperas con libretos inspirados por Montenegro y su cultura, como "La emperatriz de los Balcanes". Fue escrita por Dionisio de Sarno San Giorgio, un compositor italiano que había pasado la mayor parte de su vida allí.
El 1839 se fundó Jedinstovo ("Unidad"), el primer coro de Montenegro. A partir del siglo XX, cuando aparecieron las primeras escuelas de música y se desarrolló la cultura del país, empezó a prosperar la música montenegrina, con varios compositores de música clásica destacados. En aquel periodo, los autores montenegrinos volvieron a sus raíces, introduciendo elementos tradicionales en composiciones modernas. La emisora Radio Titograd también jugó un papel destacado retransmitiendo programas musicales diariamente y apoyando a agrupaciones y orquestas del país.
En cuanto a la música moderna, el rock y el pop han sido géneros populares, con grupos como Perper y No Name, que representó Serbia y Montenegro al la edición del 2005 de Eurovisión. Montenegro ha participado en solitario en este festival desde el 2007.